# Ravina II
Ravina II (475) è stato un Roch Yechivah (maestro talmudico babilonese).
Finì la redazione della Gemara del Talmud Bavli, terminando l'opera iniziata tre secoli prima da Abba Arika. Perse il padre in giovane età, sua madre gli fu da maestra nell'apprendimento della Torah. Fu capo della propria comunità per 22 anni.